# Héctor Freschi
Héctor Luis Freschi (ur. 22 maja 1911, zm. 18 lipca 1993) – piłkarz argentyński, bramkarz.
Jako piłkarz klubu Sarmiento Resistencia był w kadrze reprezentacji Argentyny w finałach mistrzostw świata w 1934 roku, gdzie Argentyna odpadła już w pierwszej rundzie. Obrona bramki argentyńskiej w meczu ze Szwecją (przepuścił 3 bramki) była jedynym jego występem w reprezentacji.